# Persone di nome Monika
| Questa pagina contiene informazioni ricavate automaticamente dalle voci biografiche con l'ausilio del template Bio e di un bot. L'aggiornamento è periodico e automatico e ricostruisce completamente la pagina. Se manca una persona in questa lista, sei pregato di non aggiungerla, ma accertati piuttosto che la sua voce biografica contenga il template Bio e che i dati anagrafici siano correttamente compilati. Se il template Bio manca, inseriscilo tu stesso o, in alternativa, metti l'avviso {{tmp\|Bio}} che ne segnala la mancanza. Se i dati riportati sono sbagliati, correggi direttamente la voce biografica; le modifiche saranno visibili in questa lista entro pochi giorni. Per chiarimenti vedi il progetto antroponimi. La lista contiene solo le 76 persone che sono citate nell'enciclopedia e per le quali è stato implementato correttamente il template Bio. Pagina aggiornata al 16 ott 2024. |

Questa è una lista di persone presenti nell'enciclopedia che hanno il prenome Monika, suddivise per attività principale.

## Artiste(1)
- Monika Fioreschy, artista italiana (Ora, n. 1947)

## Astiste(1)
- Monika Pyrek, astista polacca (Gdynia, n. 1980)

## Attiviste(1)
- Monika Ertl, attivista e politica tedesca (Monaco di Baviera, n. 1937 - El Alto, † 1973)

## Attrici(1)
- Monika Schnarre, attrice e modella canadese (Scarborough, n. 1971)

## Biatlete(2)
- Monika Hojnisz, biatleta polacca (Chorzów, n. 1991)
- Monika Schwingshackl, ex biatleta italiana (Dobbiaco, n. 1972)

## Calciatrici(1)
- Monika Conjar, calciatrice croata (n. 1995)

## Canottiere(1)
- Monika Ciaciuch, canottiera polacca (n. 1990)

## Cantanti(9)
- Monika Absolonová, cantante e attrice ceca (Benešov, n. 1976)
- Monika Borzym, cantante polacca (Varsavia, n. 1990)
- Monika Brodka, cantante polacca (Żywiec, n. 1987)
- Monika Kuszyńska, cantante e cantautrice polacca (Łódź, n. 1980)
- Monika Lewczuk, cantante polacca (Łomża, n. 1988)
- Monika Linkytė, cantante lituana (Gargždai, n. 1992)
- Monika Liu, cantante lituana (Klaipėda, n. 1988)
- Monika Marija, cantante lituana (Kelmė, n. 1998)
- Monique, cantante lituana (Širvintos, n. 1997)

## Cestiste(8)
- Monika Barényiová, ex cestista slovacca (Bojnice, n. 1972)
- Monika Bosilj, cestista croata (Mostar, n. 1985)
- Monika Brosovszky, ex cestista rumena (Arad, n. 1974)
- Monika Ciecierska, ex cestista polacca (Szprotawa, n. 1973)
- Monika Grigalauskytė, cestista lituana (Plungė, n. 1992)
- Monika Jaworski, ex cestista tedesca (Amburgo, n. 1954)
- Monika Kovač, ex cestista croata (Berlino, n. 1974)
- Monika Veselovski, ex cestista serba (Novi Sad, n. 1977)

## Fondiste(2)
- Monika Debertshäuser, ex fondista tedesca (n. 1952)
- Monika Skinder, fondista polacca (Tomaszów Lubelski, n. 2001)

## Fotografe(1)
- Monika Bulaj, fotografa e giornalista polacca (Varsavia, n. 1966)

## Ginecologhe(1)
- Monika Hauser, ginecologa e attivista svizzera (Thal, n. 1959)

## Giocatrici di curling(2)
- Monika Jansson, giocatrice di curling svedese (n. 1960)
- Monika Wagner, giocatrice di curling tedesca (Garmisch-Partenkirchen, n. 1965)

## Lottatrici(1)
- Monika Michalik, lottatrice polacca (Międzyrzecz, n. 1980)

## Modelle(4)
- Monika Jagaciak, supermodella polacca (Poznań, n. 1994)
- Monika Santa Maria, modella filippina (Manila, n. 1991)
- Monika Sarp, modella tedesca
- Monika Žídková, modella ceca (Kravaře, n. 1977)

## Ostacoliste(1)
- Monika Niederstätter, ex ostacolista e velocista italiana (Merano, n. 1974)

## Pallavoliste(2)
- Monika Martałek, pallavolista polacca (Częstochowa, n. 1990)
- Monika Potokar, pallavolista slovena (Lubiana, n. 1987)

## Pattinatrici di velocità su ghiaccio(1)
- Monika Pflug, ex pattinatrice di velocità su ghiaccio tedesca (Monaco di Baviera, n. 1954)

## Politiche(5)
- Monika Beňová, politica slovacca (Bratislava, n. 1968)
- Monika Grütters, politica tedesca (Münster, n. 1962)
- Monika Hohlmeier, politica tedesca (Monaco di Baviera, n. 1962)
- Monika Kryemadhi, politica albanese (Tirana, n. 1974)
- Monika Vana, politica austriaca (Vienna, n. 1969)

## Registe(1)
- Monika Treut, regista, sceneggiatrice e produttrice cinematografica tedesca (Mönchengladbach, n. 1954)

## Scacchiste(2)
- Monika Seps, scacchista svizzera (Zurigo, n. 1986)
- Monika Soćko, scacchista polacca (Varsavia, n. 1978)

## Schermitrici(4)
- Monika Maciejewska, ex schermitrice polacca (Varsavia, n. 1970)
- Monika Ritz, ex schermitrice tedesca (n. 1964)
- Monika Sozanska, schermitrice tedesca (Bolesławiec, n. 1983)
- Monika Weber-Koszto, ex schermitrice rumena (Satu Mare, n. 1966)

## Sciatrici alpine(14)
- Monika Bader, ex sciatrice alpina tedesca (Trauchgau, n. 1959)
- Monika Bergmann, ex sciatrice alpina tedesca (Lam, n. 1978)
- Monika Berwein, ex sciatrice alpina tedesca (Garmisch-Partenkirchen, n. 1957)
- Monika Dumermuth, ex sciatrice alpina svizzera (Unterlangenegg, n. 1977)
- Monika Eder, ex sciatrice alpina tedesca (n. 1956)
- Monika Hess, ex sciatrice alpina svizzera (Engelberg, n. 1964)
- Marianne Jäger, ex sciatrice alpina svizzera (n. 1955)
- Monika Kaserer, ex sciatrice alpina austriaca (Neukirchen am Großvenediger, n. 1952)
- Monika Knapp, ex sciatrice alpina italiana (n. 1981)
- Monika Kogler, ex sciatrice alpina austriaca (n. 1970)
- Monika Käslin, ex sciatrice alpina svizzera (n. 1972)
- Monika Maierhofer, ex sciatrice alpina austriaca (Trofaiach, n. 1967)
- Monika Springl, ex sciatrice alpina tedesca (n. 1987)
- Monika Tschirky, ex sciatrice alpina svizzera (n. 1973)

## Scrittrici(3)
- Monika Fagerholm, scrittrice finlandese (Helsinki, n. 1961)
- Monika Mann, scrittrice tedesca (Monaco di Baviera, n. 1910 - Leverkusen, † 1992)
- Monika Peetz, scrittrice e sceneggiatrice tedesca (n. 1963)

## Sindacaliste(1)
- Monika Wulf-Mathies, sindacalista e politica tedesca (Wernigerode, n. 1942)

## Slittiniste(1)
- Monika Auer, ex slittinista italiana (Nova Levante, n. 1957)

## Storiche(1)
- Monika Lücke, storica e numismatica tedesca (Berlino, n. 1958)

## Tenniste(1)
- Monika Wejnert, ex tennista australiana (Springwood, n. 1992)

## Tiratrici a segno(1)
- Monika Karsch, tiratrice a segno tedesca (Schongau, n. 1982)

## Velociste(2)
- Monika Hamann, ex velocista tedesca (Waren, n. 1954)
- Monika Zehrt, ex velocista tedesca (Riesa, n. 1952)